# Imbert de Batarnay
Vous lisez un « bon article » labellisé en 2015.
Imbert de Batarnay (prénom et nom sont parfois orthographiés Ymbert ou Humbert et Bastarnay), également connu comme « Monsieur du Bouchage » du nom de l'un de ses nombreux domaines, dans le Dauphiné, est un homme d'État français du Moyen Âge tardif et de la Renaissance. Il est né vers 1438, probablement au château de Charmes dans la Drôme, et mort le 12 mai 1523 à Montrésor (Indre-et-Loire).
Issu de la petite noblesse dauphinoise, remarqué par le futur Louis XI alors qu'il est adolescent, il devient son chambellan puis l'un de ses conseillers les plus écoutés ; il conserve les mêmes fonctions sous les règnes de Charles VIII, Louis XII et François Ier. Tous ces rois le consultent sur les affaires importantes du royaume, lui confient des missions diplomatiques en France comme à l'étranger, le mandatent pour négocier leurs mariages successifs ou le chargent de superviser l'éducation des enfants royaux.
En échange de cette fidélité sans faille, ils en font le propriétaire ou le régisseur de seigneuries et châtellenies dans de nombreuses provinces (Auvergne, Berry, Dauphiné, Guyenne, Languedoc, Normandie, Picardie, Rouergue et Touraine), avec à la clé des revenus importants que Batarnay sait faire fructifier en les plaçant habilement. Imbert de Batarnay devient ainsi, à la fin du XVe siècle et au début du XVIe siècle, l'un des hommes les plus riches du royaume, au point de compter le roi François Ier parmi ses débiteurs.
Marié à Georgette de Montchenu, père de trois enfants qui meurent avant lui, il est le grand-père maternel de la favorite Diane de Poitiers et le trisaïeul d'Anne de Joyeuse et de ses frères et sœurs, dont certains sont inhumés à Montrésor. Imbert de Batarnay finit sa vie dans son château de Montrésor, à l'âge de 85 ans.

## Biographie
Issu d'une famille de la petite noblesse dauphinoise dont le premier membre connu est Girard de Batarnay, vivant au milieu du XIIIe siècle, Imbert de Batarnay naît vers 1438, probablement au château de Charmes (Drôme), d'Arthaud de Batarnay et de Catherine de Gaste ; il compte au moins dix frères et sœurs.

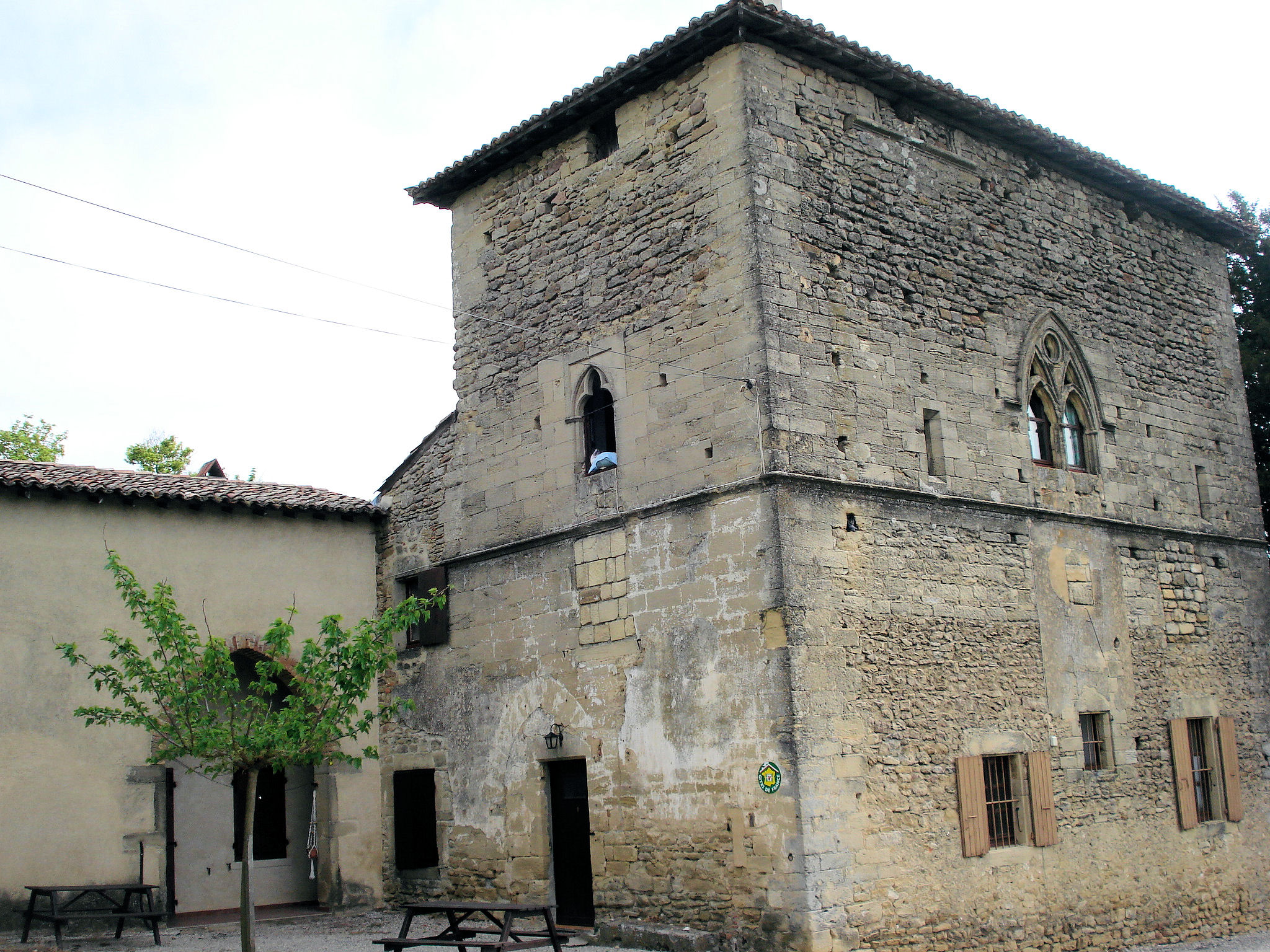
Le presbytère de Bathernay, vestige remanié du château médiéval.

Blason des Batarnay.
Écartelé d'or et d'azur.

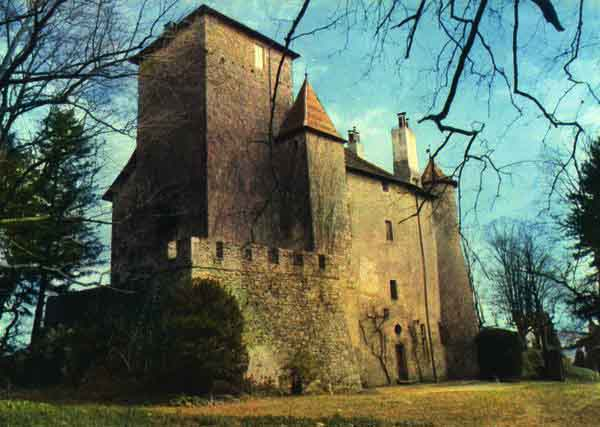
Le château de Charmes-sur-Herbasse.

Élevé au château de Charmes, il y pratique le sport et la chasse au faucon comme beaucoup de jeunes nobles de son époque mais ne semble pas se consacrer assidûment à l'étude ; c'est lors d'une de ces chasses, au château de Charmes-sur-L'Herbasse , chez son grand-père maternel, qu'il est remarqué, vers 1455, par le dauphin Louis, lui-même passionné de vénerie. Le jeune Imbert s'attache au dauphin et le suit au château de Genappe où Louis s'est réfugié avant son accession au trône, car ses relations avec son père, le roi Charles VII, sont alors très difficiles. Toute la vie d'Imbert de Batarnay va désormais se passer aux côtés des rois Louis XI, Charles VIII, Louis XII et François Ier.
En 1463, il épouse Georgette de Montchenu malgré la farouche opposition du père de celle-ci — cette opposition vaudra à M. de Montchenu ruine et exil —, obtient le titre de seigneur du Bouchage ; il se fait dès lors appeler « Monsieur du Bouchage ». Du mariage d'Imbert et de Georgette naissent trois enfants : Jean (vers 1474), Jeanne (vers 1480) et François (vers 1489). L'aîné de ses fils meurt en 1490. Jeanne épouse, vers 1494, Jean de Poitiers : Diane de Poitiers est une de leurs cinq enfants ; elle meurt en 1516. En 1511, Imbert perd sa femme Georgette puis, deux ans plus tard, son second fils François, blessé lors du siège de Thérouanne.
Imbert ne devient seigneur de Batarnay que par héritage en 1492, à la mort de son frère aîné qui en détient jusqu'alors le titre.
Après la mort de Louis XII, Imbert de Batarnay, âgé de 77 ans, vieillissant et de santé fragile — il souffre depuis de nombreuses années de gravelle, de goutte et de sciatique —, s'éloigne de moins en moins de sa résidence du château de Montrésor. C'est là que, malade depuis le début du printemps 1523, il meurt le 12 mai de la même année, alors que la collégiale dont il a commandé l'édification, deux ans plus tôt, n'est pas encore en mesure d'accueillir son tombeau. Malgré sa santé fragile, il atteint l'âge de 85 ans.
Imbert de Batarnay n'a pas rédigé ses mémoires, mais sa nombreuse correspondance, bien que largement disparue, recueillie par Philippe de Béthune et son fils Hippolyte, permet de retracer les grandes lignes de ses multiples activités et de ses principaux déplacements. Ces documents font partie de ceux qu'Hippolyte de Béthune a donnés à Louis XIV et qui constituent, à la Bibliothèque nationale de France, le fonds de Béthune.

## Au service des rois de France

### LouisXI

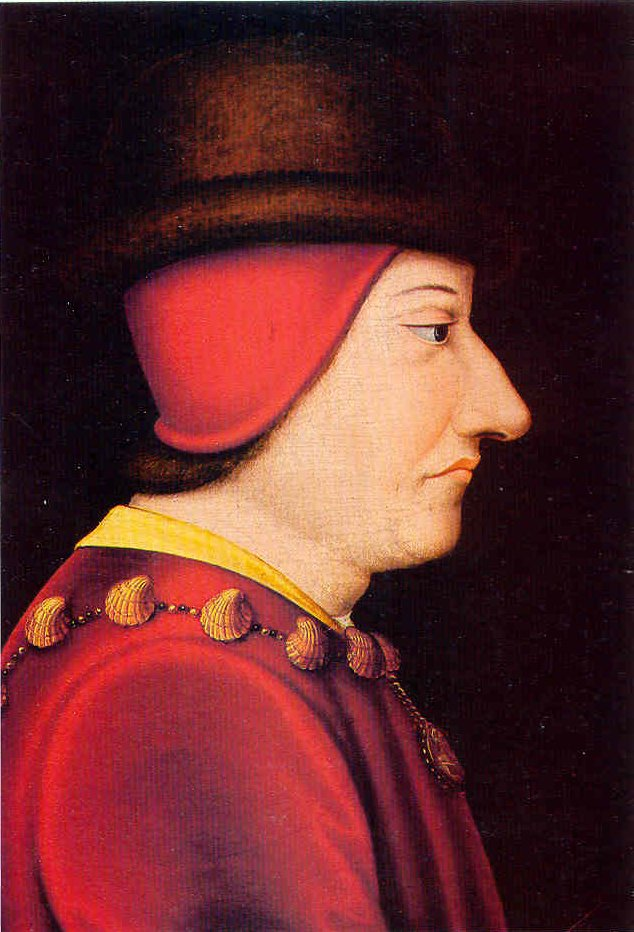
Louis XI,
anonyme (Brooklyn Museum, New York).

Depuis 1455 environ, le futur Louis XI a pris le jeune Imbert de Batarnay à son service, en tant que gentilhomme de la Chambre, puis comme chambellan. Au même titre que Philippe de Commynes ou Jean Bourré, Batarnay fait partie des conseillers les plus proches et influents auprès du roi ; les trois hommes sont présents lors des réceptions des ambassadeurs. Si, comme ces autres personnes, Imbert de Batarnay a su gagner mais surtout conserver la confiance du roi, c'est que, comme elles, il a toujours agi comme l'aurait fait Louis XI, alternant flatteries et menaces, sanctions et récompenses. Il arrive fréquemment qu'Imbert de Batarnay écrive des courriers à la place du roi, ce dernier se contentant de les signer.

#### Les opérations de sécurité intérieure
L'une des premières décisions de Louis XI, devenu roi en 1461, est de nommer Imbert de Batarnay capitaine de Blaye et de Dax, ; il est aussi visiteur des gabelles de la sénéchaussée de Lyon. Il a également la charge d’organiser le guet et la garde sur l’ensemble du royaume. Batarnay, en 1465, s'engage auprès de Louis XI dans la guerre du Bien public ; c'est ainsi qu'il assure la communication entre le roi et les troupes du Dauphiné lors de la bataille de Monthléry. Le rôle politique d'Imbert de Batarnay s'affirme encore davantage lorsque, le 1er juin 1468, il est nommé membre du conseil du roi. En 1469, Batarnay est envoyé surveiller les intrigues du duc de Guyenne, soumis aux influences de conseillers hostiles à Louis XI, comme le cardinal Jean de la Balue. Ce dernier est finalement emprisonné en 1468 mais en 1480, sur intervention du légat Giuliano della Rovere et de plusieurs conseillers du roi, dont Philippe de Commynes et Imbert de Batarnay, Louis XI se laisse fléchir et libère la Balue. Une grave émeute éclate à Bourges en 1474 ; Imbert de Batarnay est envoyé sur place pour ramener le calme et l'ordre, et s'acquitte de sa mission avec beaucoup de zèle et une extrême sévérité. Il est nommé lieutenant-général du Roussillon en 1475, avec pour mission de surveiller Boffille de Juge qui gère la province et de ramener à la Couronne cette province qu'un soulèvement de ses habitants a, deux ans plus tôt, remis entre les mains de Jean II d'Aragon ; il y parvient en n'appliquant qu'avec modération les instructions du roi qui souhaite une reprise en main féroce et exemplaire.

#### Les missions diplomatiques à l'étranger
Imbert de Batarnay est également chargé de missions diplomatiques auprès d'autres souverains. C'est ainsi qu'en 1475 il assiste à la rencontre entre Louis XI et Édouard IV d'Angleterre à Picquigny, à l'issue de laquelle Édouard IV renonce à soutenir Charles le Téméraire ; cette rencontre se conclut par le traité de Picquigny qui met définitivement fin à la guerre de Cent Ans. Du Bouchage et Commynes sont les premiers à informer le roi de la victoire capitale des troupes suisses et françaises sur Charles le Téméraire lors de la bataille de Morat.

#### Les distinctions honorifiques et les marques de confiance

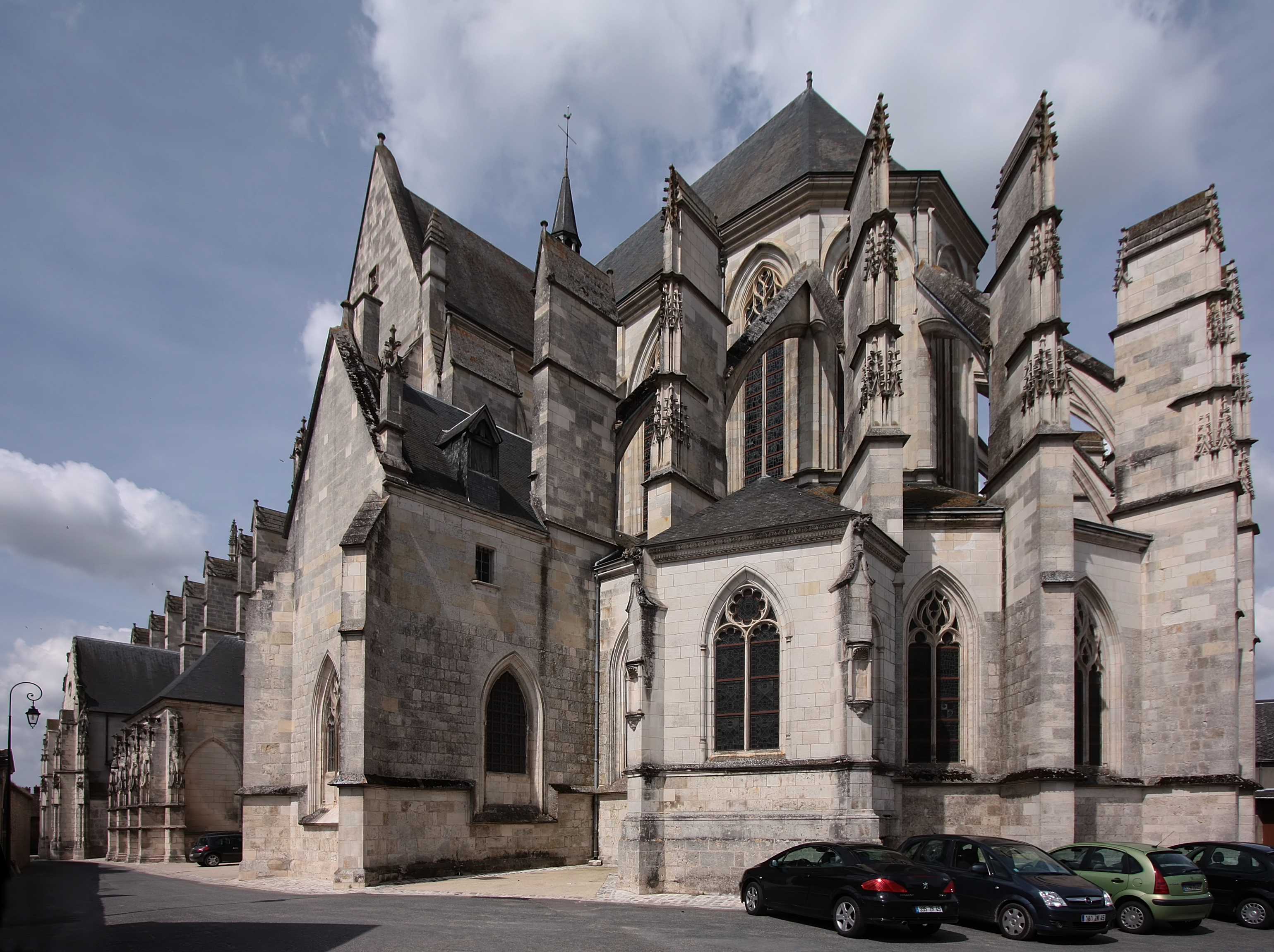
Basilique Notre-Dame de Cléry.

En 1469, Louis XI crée l’ordre de Saint-Michel ; c'est probablement lui qui, à une date inconnue, fait d'Imbert de Batarnay un chevalier de cet ordre comme en témoigne le gisant représenté orné d’un collier de coquilles Saint-Jacques, emblème de l'ordre de Saint-Michel. C'est à l'intention d'Imbert de Batarnay que Louis XI élève, en 1478, la seigneurie du Bouchage en baronnie ; à compter de ce moment, Imbert de Batarnay sera appelé « Monsieur du Bouchage ».
Louis XI manifeste le désir d'être inhumé dans la basilique Notre-Dame de Cléry-Saint-André plutôt que dans la basilique Saint-Denis. Il la fait donc reconstruire avec de plus grandes dimensions et Batarnay est étroitement associé aux décisions royales en ce domaine. En septembre 1482, Louis XI, voyant sa santé décliner, rédige à l'attention du dauphin une série d'instructions sur la bonne gestion du royaume. Ce document est contresigné par Imbert de Batarnay.

### CharlesVIII

#### Prudence au début de la Régence

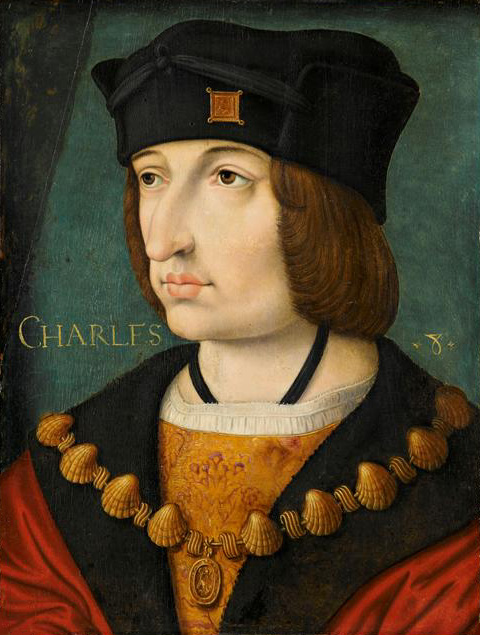
Charles VIII,
anonyme (musée Condé, Chantilly).

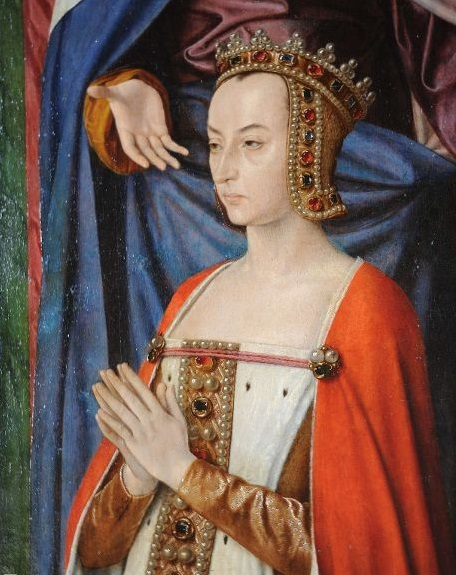
Anne de France, triptyque de Jean Hey, détail.

Dans les premiers mois qui suivent la mort de Louis XI et dans l’incertitude de l’orientation politique du royaume, différentes factions se disputant le pouvoir, Imbert de Batarnay se tient en retrait sur ses terres du Dauphiné : au contraire de Philippe de Commynes, il ne fait pas partie du conseil provisoire constitué en septembre 1483, il n’assiste pas aux états généraux de Tours qui débattent, début 1484, des dispositions de la régence. Ce n’est que dans le courant de 1484 qu’il se rapproche de la régente Anne de Beaujeu et de Charles VIII — ce dernier a alors atteint 14 ans, âge de la majorité pour un roi de France ; il accède donc officiellement au pouvoir — et assiste à d’importantes réunions du Conseil du roi de France car son nom, ainsi que celui d'une cinquantaine d'autres personnalités, a été rajouté à la liste des membres du Conseil par les Beaujeu,. Conformément aux recommandations de son père, Charles VIII devenu roi garde le seigneur du Bouchage à son service privé.
Pendant la Guerre folle opposant la régente Anne de Beaujeu et les ducs d'Orléans, de Bretagne et d'Alençon, Imbert de Batarnay obtient que les habitants d'Orléans, où Louis II d'Orléans s'est réfugié en 1485 après une tentative infructueuse pour renverser la régence, restent fidèles au roi.

#### Activité diplomatique soutenue pendant les guerres d'Italie
Entre 1487 et 1490, il se rend à plusieurs reprises en Italie plaider la cause du marquisat de Saluces, allié de la France, que Charles Ier de Savoie a temporairement annexé. En 1495, pendant la première guerre d'Italie qui mobilise la majeure partie de l'armée française, il fait en sorte que Maximilien d'Autriche n'en profite pas pour organiser une expédition et reprendre la Picardie. L’Espagne, engagée dans la ligue de Venise, violant ainsi le traité de Barcelone, attaque le Languedoc en 1496 ; Imbert est dépêché pour négocier une paix séparée avec Ferdinand le Catholique, mais ces tractations semble-t-il infructueuses ne paraissent pas directement liées à la trêve d’Alcalá de Henares conclue en 1497.

#### Gouverneur du dauphin et témoin de la mort du roi
C'est juste avant de partir en expédition en Italie, en août 1494, que Charles VIII nomme Imbert de Batarnay gouverneur du dauphin Charles-Orland de France, qui meurt à la fin de l'année 1495. Monsieur du Bouchage est présent dans la suite du roi, au château d'Amboise, lorsque celui-ci se heurte la tête dans le linteau d'une porte, causant un traumatisme crânien qui lui est fatal.

### LouisXII

#### Un rang conservé, à l'intérieur comme sur la scène internationale

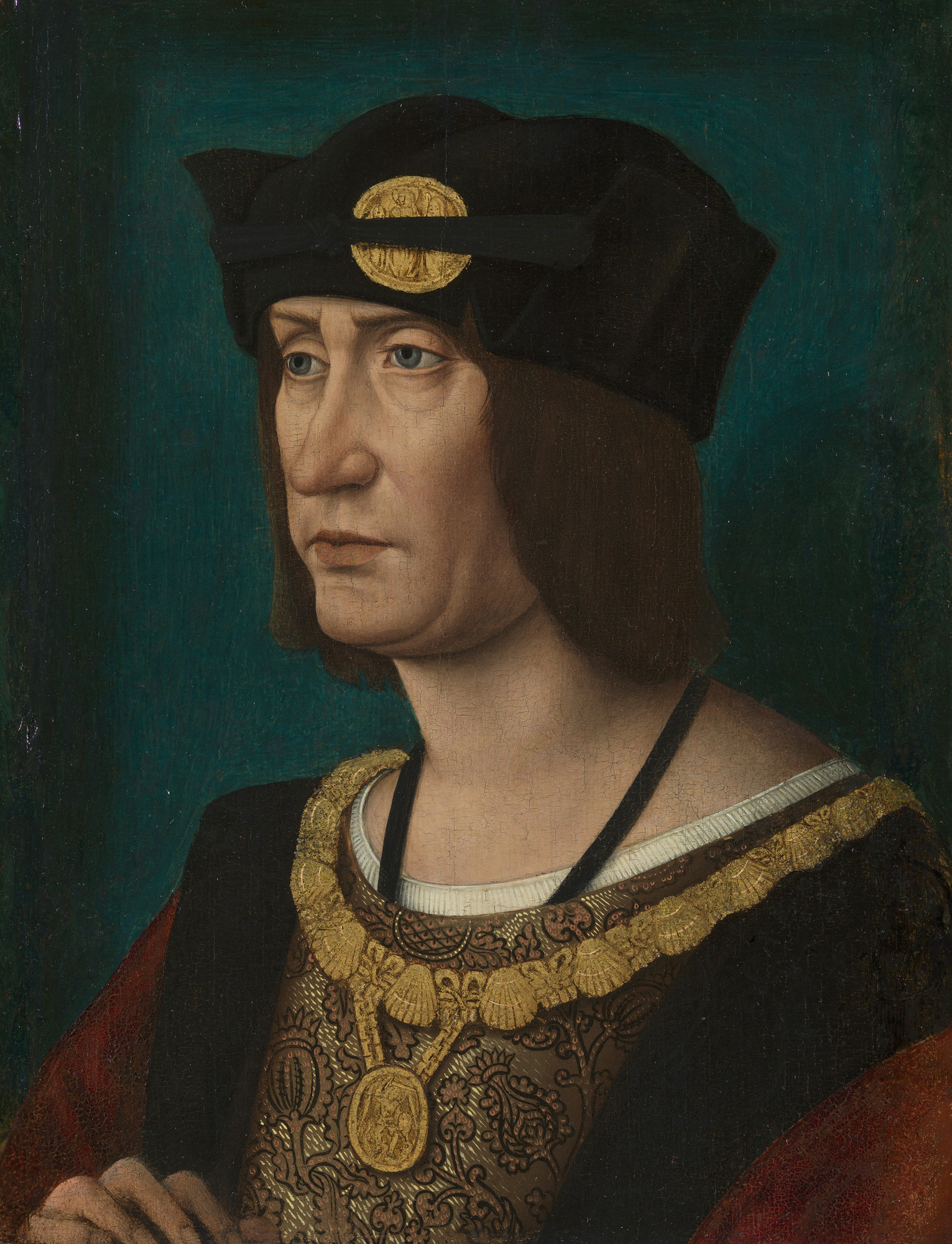
Louis XII,
Jehan Perréal (château de Windsor).

Le premier acte d'Imbert de Batarnay sous le règne de Louis XII témoigne de son rang protocolaire : lors des obsèques de Charles VIII, il est l'une des quatre personnes qui, marchant derrière le cercueil, soutiennent le drap d'or qui le recouvre. C'est ainsi que le cortège, parti d'Amboise, arrive à Paris le 29 avril 1498, trois semaines après la mort du roi.
Le nouveau roi s'empresse de confirmer Imbert de Batarnay dans ses fonctions ; en compagnie de Louis II d'Amboise, évêque d'Albi, il intervient le 17 mai 1498 auprès du Parlement pour exposer les nouvelles orientations de la politique royale. Il prend également part aux guerres d'Italie, en 1507 puis en 1509 où il organise la traversée des Alpes par l'armée française, même s'il semble peu probable qu'il ait lui-même franchi la frontière : son âge et sa santé précaire le contraignent à réduire ses activités et ses déplacements. Son fils François, par contre, fait partie de l’expédition et participe à la bataille d’Agnadel.

#### Les affaires matrimoniales royales
Son rôle dans les projets matrimoniaux du roi est capital. Il intervient dans la procédure d'annulation du premier mariage de Louis XII avec Jeanne de France, à titre de témoin cité par le roi, et il comparaît devant le tribunal ecclésiastique d'Amboise en septembre 1498. Avant même la décision acquise, Imbert œuvre pour le remariage du roi avec Anne de Bretagne, se rendant à Nantes, contribuant ainsi au maintien de la Bretagne dans la Couronne de France et il est nommé gouverneur de leurs enfants. C'est encore lui qui, quelques mois après la mort d'Anne, va accueillir à Boulogne-sur-Mer la jeune Marie Tudor et l'accompagne jusqu'à Abbeville où le roi l'épouse en troisièmes noces en octobre 1514.  Enfin, Louis XII lui confie la difficile mission de faire savoir aux envoyés de Philippe le Beau que le roi de France, après lui avoir promis la main de sa fille Claude, préfère en définitive unir celle-ci à François de Valois, futur François Ier.

### FrançoisIer

#### L'âge venant, une activité réduite

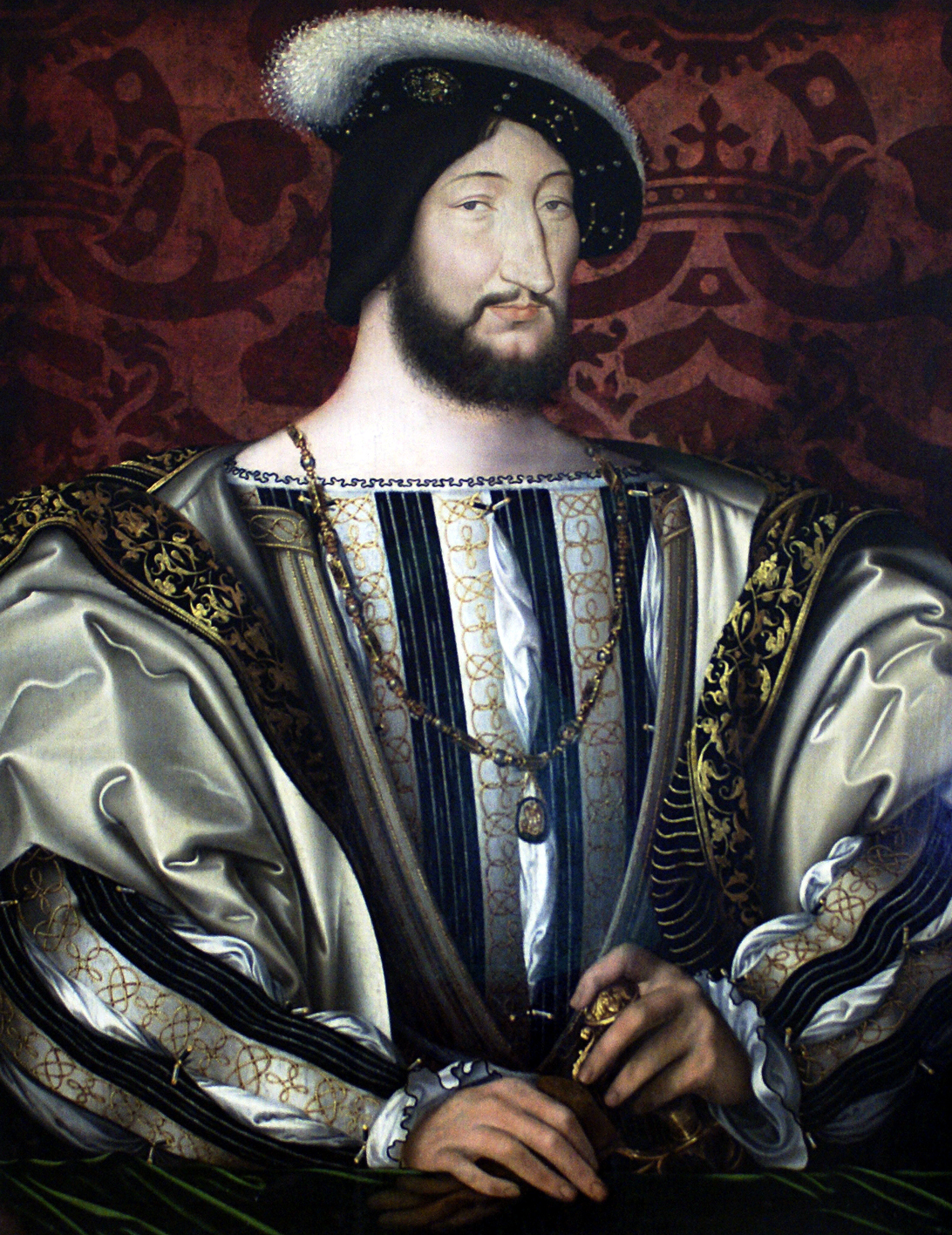
François Ier,
Jean Clouet (Le Louvre, Paris).

Bien qu'après la mort de Louis XII, Imbert de Batarnay, vieillissant, se voit contraint de limiter ses activités et ses déplacements, François Ier le charge de négocier le mariage entre Renée de France et Charles d'Autriche, qui va régner sous le nom de Charles Quint ; ce projet devient caduc après la conclusion du traité de Noyon en 1516. François Ier mandate Imbert de Batarnay, en 1511, auprès d'une réunion des États de Normandie à Évreux pour formuler une demande d'aide financière. Sur le point de franchir les Alpes pour la cinquième guerre d'Italie, le souverain confie l'administration du royaume à sa mère, lui recommandant de s'entourer de conseillers dont Imbert de Batarnay.
Le roi le nomme également gouverneur de son fils le dauphin François dès la naissance de celui-ci en 1518 ; c'est ainsi que Batarnay fait de fréquents séjours au château de Blois. Malgré la confiance qu'il lui accorde, François Ier exerce un contrôle sur l'activité de Batarnay, puisqu'il lui reproche, dans une lettre de 1519, de laisser trop facilement les visiteurs pénétrer au château et approcher le dauphin, l'exposant ainsi à une contagion par la rougeole et la variole, qui menacent alors.

#### Créancier du roi
Face aux difficultés financières rencontrées par le royaume, Imbert consent deux prêts successifs à François Ier : 12 000 livres en 1515 (avec un intérêt de 600 livres/an) puis 8 000 livres l'année suivante. Imbert de Batarnay confie même au roi l'argenterie de ses châteaux tourangeaux de Bridoré et Montrésor pour un poids de 239 marcs (soit une valeur de plus de 4 000 livres,), selon l’inventaire détaillé rédigé par Philibert Babou, surintendant des finances, à l’attention du roi ; assiettes, plats et autres récipients ainsi collectés sont fondus et transformés en monnaie.

## D'immenses biens fonciers et des revenus importants

### Un serviteur fidèle mais «intéressé»
| Mont Saint-Michel Le Bouchage (Isère) Bathernay Vic-Fezensac Montrésor |

Chaque point représente une commune dans laquelle Imbert de Batarnay a possédé ou géré un ou plusieurs domaines à un moment ou à un autre de sa vie, les quelques points rouges légendés signalant des possessions auxquelles il était plus particulièrement attaché. Cette carte, basée sur les limites du royaume de France en 1477, ne prétend pas être une photographie instantanée de la fortune foncière d'Imbert de Batarnay.
Imbert de Batarnay sert toujours avec application les rois qui lui accordent leur confiance. Ce zèle n'est toutefois pas dénué d'intérêt, comme le lui fait remarquer en plaisantant Louis XI : « Je vous donnerai la chose que vous aimez le mieux, qui est argent » ; le roi l'appelle d'ailleurs parfois « le riche comte ». Imbert est toujours là quand il s'agit de récolter les fruits de sa fidélité, notamment sous forme de territoires ou de capitaineries confisqués par les rois (au premier rang desquels Louis XI) à leurs ennemis ou simplement à ceux qui ont le malheur de leur déplaire. Imbert de Batarnay bénéficie des revenus de ces territoires, ou bien il les échange ou les revend peu après être entré en leur possession. Toutefois, les activités multiples d'Imbert de Batarnay et ses nombreux déplacements ne lui permettant pas d'assurer lui-même la gestion de ses nombreux domaines, il délègue cette charge à ses plus fidèles serviteurs.

### Un énorme patrimoine foncier
Dès le début de son règne, Louis XI s'est vengé des proches de son père en confisquant leurs biens et en les redistribuant à ses fidèles, dont Imbert de Batarnay. C'est ainsi que ce dernier « hérite » des possessions dauphinoises de Gabriel de Roussillon, dont le Bouchage et Brangues,. Mais ce dernier domaine pouvait revenir par héritage à Foulques (Falco(n), Falque(s)) de Montchenu, père de Georgette de Montchenu, qu'Imbert de Batarnay convoite. Le marché est alors mis entre les mains de Montchenu : en échange de la main de Georgette, Batarnay s'engage à intercéder auprès du roi pour que le Bouchage revienne à Montchenu, qui refuse cet arrangement. Batarnay déclare alors qu'il se contentera de Georgette et que le roi fera ce qu'il veut des terres. Montchenu est contraint d'accepter cette proposition et Louis XI octroie définitivement les terres à Imbert de Batarnay ; Monsieur de Montchenu, perdant sa fille, dépouillé de son héritage, est emprisonné puis exilé, même si cette dernière sentence est levée au bout de quelques années. Imbert obtient de plus Morestel en 1478, terre qui avait aussi appartenu aux Dauphins et aux Roussillon du Bouchage. Il acquit Faramans en 1476.
Dans le sud de la France et notamment le Gers, de la même façon, Imbert se voit confier fin 1469 la gestion d'un grand nombre de domaines confisqués par Louis XI à Jean V d'Armagnac, avant que la déclaration de confiscation ne soit officiellement enregistrée et n'en fasse le propriétaire légal.
Depuis l'exécution, en 1477, de Jacques d'Armagnac, Louis XI se trouve à la tête d'importants domaines en Picardie (Dargies, Clairy, la forêt d'Ailly) et dans le Rouergue (Bozouls). Beaucoup reviennent en don à Imbert de Batarnay, qui est aussi dit comte de Fézensac, et augmente par ailleurs son patrimoine foncier par l'achat de domaines tourangeaux : seigneurie de Bridoré vers 1475 et châtellenie de Montrésor en 1493. Pour ce dernier domaine, il fait jouer une forme de droit de préemption, car il se trouve au nombre des créanciers de l'ancien propriétaire fortement endetté. Ces acquisitions en Touraine montrent la volonté d'Imbert de Batarnay de séjourner non loin de Tours et de la vallée de la Loire qui constituent alors pour les rois de France, et comme le déclare Louis XI en 1482 : « nostre principalle et plus continuelle résidence ». En Haut-Berry/Bourbonnais, il guigne en vain, en 1481-1483, Culan, Châteauneuf et Saint-Désiré aux dépens des fils de Charles de Culan. En octobre 1477, il obtient de Louis XI Falaviers, Anthon, Auberive, confisqués au prince d'Orange, Jean de Chalon-Arlay (déjà son grand-père Louis de Chalon était vaincu à la bataille d'Anthon, en 1430) (, p. 130). En 1481/1482, il reçoit de Louis XI des biens spoliés aux Luxembourg-Saint-Pol (Louis et Jean) : Ailly, Bray, Sorden, Villiers etc. (, p. 103).

### Des revenus importants habilement placés

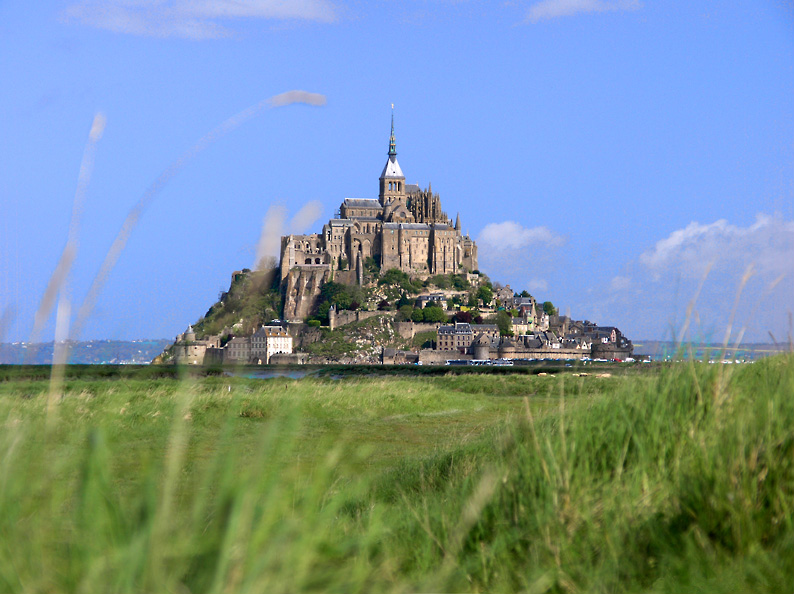
Le Mont Saint-Michel, capitainerie d'Imbert de Batarnay.

Le montant des revenus de toutes les possessions d'Imbert de Batarnay et des capitaineries qu'il détient est difficile à évaluer, mais à titre d'exemple, le revenu annuel de ses terres gersoises est estimé à 5 000 livres tournois, celui de la capitainerie du Mont-Saint-Michel à 1 200 livres, ces revenus substantiels servant cependant, pour partie, à financer les imposantes dépenses d'entretien de tous ces domaines. Imbert de Batarnay touche en outre une rente annuelle de 5 000 livres pour sa fonction de chambellan. 

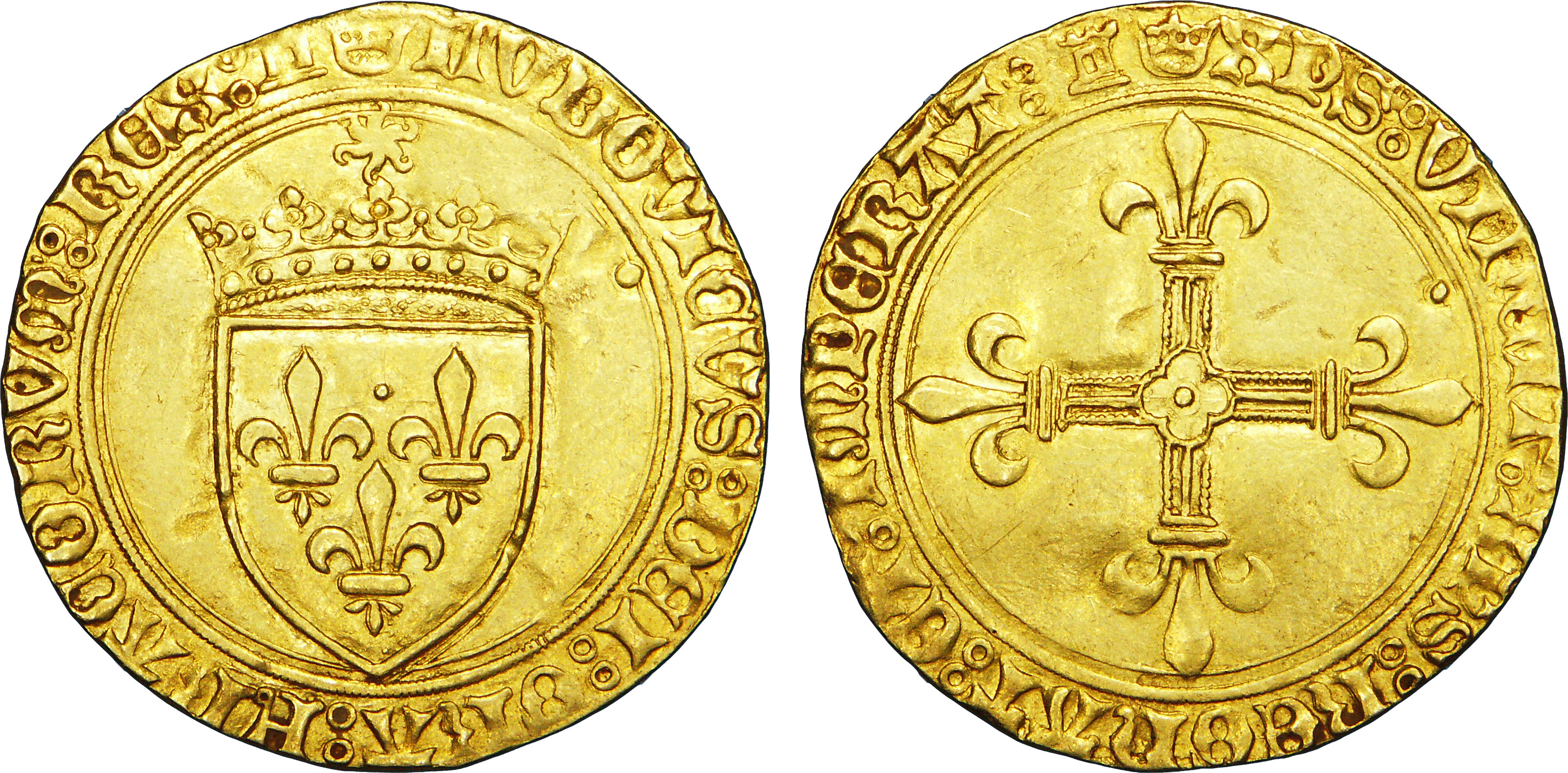
Écu d'or au soleil sous Louis.

Il ne se contente pas d'amasser un capital : il le fait fructifier ; c'est en 1478 qu'il décide de confier une partie de ses fonds à l'agence lyonnaise de la banque des Médicis, pour un montant de 10 000 écus d'or au soleil (environ 16 500 livres tournois) mais, investisseur prudent, il retire son avoir lorsque capital et intérêts se montent à 13 175 écus (environ 21 700 livres tournois) avant que Charles VIII n'ordonne, en 1494, l'expulsion de la banque des Médicis de Lyon vers la Savoie. Par la suite, Imbert de Batarnay se lie d'amitié avec la famille de Beaune, auprès de laquelle il investit et dont la banque semble fonctionner comme une annexe du Trésor royal plutôt que comme une banque indépendante.

### Une fortune âprement acquise malgré l'adversité
Imbert de Batarnay n'hésite jamais à employer tous les moyens légaux, même les plus contraignants, pour entrer en possession des biens qu'il achète ou qui lui sont donnés, comme lorsqu'en 1493 il s'assure du soutien des forces de l'ordre, mandatées par le roi, pour obtenir que l'ancienne châtelaine de Montrésor lui cède la place.
Malgré tout, conserver toutes ces possessions, acquises pour certaines au terme d’une justice royale expéditive, ne va pas de soi. Dans les premiers mois qui suivent la mort de Louis XI, l’influence d’Imbert de Batarnay auprès de la cour diminue ; de plus, des propriétaires spoliés par Louis XI, ou leurs descendants, demandent et obtiennent de rentrer dans leurs droits. C’est ainsi qu’Imbert de Batarnay doit rendre à la famille d’Armagnac la plupart de ses possessions du Rouergue, mais il s’en console facilement : des indemnités substantielles compensent la perte des territoires. En arrivant sur le trône, François Ier annule toutes les décisions de ses prédécesseurs relatives aux aliénations de domaines, dont les possessions dauphinoises d'Imbert. Monsieur du Bouchage n'a pas le temps de s'en ouvrir au roi que ses amis à la cour ont déjà intercédé en sa faveur et qu'il est rétabli dans ses droits ; ses titres de propriétés sont définitivement acquis en 1519.

### Descendance
Imbert de Batarnay et Georgette de Montchenu ont trois enfants :
- Jeanne de Batarnay (née vers 1470), qui épouse en 1489 Jean de Poitiers-Saint-Vallier (1475-1539). Elle est la mère de Diane de Poitiers, qui, par les ducs d'Aumale-Savoie-Nemours issus de sa fille cadette Louise de Brézé, est une ancêtre de Louis XV et des rois d'Espagne, des rois d'Italie de la Maison de Savoie, des Lorraine-Chaligny-Ligne, des Montmorency-Piney-Luxembourg, des (Soissons)-d'Albert de Luynes[Mt 4] ; et par sa fille aînée Françoise de Brézé, Diane de Poitiers est une ancêtre des ducs d'Angoulême, des Lévis-Ventadour, des Loménie de Brienne. Par les deux autres filles de Jeanne de Batarnay, Anne et Françoise de Poitiers, postérité notamment chez les Beauvilliers-Saint-Aignan, les Clermont-Tonnerre, les Chalencon-Polignac, les Crussol d'Uzès, les D'Escars de Carency de La Vauguyon…
- Jean de Batarnay (vers 1465-vers 1490), qui épouse en 1490 Françoise Dauphine de l'Espinasse (1475-1540).
- François de Batarnay (il meurt prédécédé en 1513, en l'abbaye de Corbie), qui épouse Françoise la Jeune de Maillé (1496-1516 ; une des filles de François de Maillé et petites-filles d'Hardouin IX de Maillé) : 
  - leur fils René de Batarnay († v. ou ap. 1580 ; cf.[19], p. 281-291), capitaine du Mont-Saint-Michel, chevalier de St-Michel, baron du Bouchage, d'Anthon et d'Auberives, puis comte du Bouchage en mai 1540, sire de Batarnay, de Charmes et de Morestel, de Brangues, de Dolomieu et des Avenières, de Montrésor, de Moulins et de Bridoré, convole vers 1530 avec Isabelle de Savoie, d'où : 
    - Claude de Batarnay († prédécédé en 1567 à St-Denis), x 1561 Jacqueline d'Entremont qui se remarie en 1571 à Coligny ;
    - Françoise de Batarnay († v. 1607), dame de Batarnay, de Saint-Donat-sur-l'Herbasse et de Charmes, d'Argi, de Cléry et de la forêt d'Ailly, dame de Montrésor, x 1551 François d'Ailly-Picquigny, vidame d'Amiens, châtelain de Raineval († 1560) : elle vend en juillet 1602 Batharnay, St-Donat et Charmes à Antoine Dautun/d'Autun, sénéchal de Lyon ;
    - Marie de Batarnay (1539-1595), comtesse du Bouchage et dame de Brangues, qui convole en 1559 avec Guillaume de Joyeuse (1520-1592), maréchal de France et chef de la Maison de Joyeuse, dont elle aura sept fils, parmi lesquels :
      - l'amiral-duc Anne de Joyeuse[Mt 4],
      - le maréchal-duc Henri de Joyeuse, comte du Bouchage. La fille héritière d'Henri, la duchesse Henriette-Catherine de Joyeuse (1585-1656), comtesse du Bouchage puis dame de Montrésor, cède Montrésor en 1621 à Henri de Bourdeilles d'Archiac, aussi donataire d'Argies de la part de Françoise de Batarnay ci-dessus (FranceArchives : hommage de Dargies), mari de Madeleine de La Châtre-Nançay (fille de Gaspard de La Châtre et Gabrielle de Batarnay ci-après) et père de Claude de Bourdeille — en 1671, Montrésor est acquis par une fille cadette d'Henriette-Catherine, Marie, duchesse de Guise (1615-1688) ; en 1697, Montrésor passe aux Beauvilliers-Saint-Aignan rencontrés plus haut — Anthon étant cédé dès 1610 à Jean-Jacques de Goth de Blanquefort. La fille aînée d'Henriette-Catherine, Marie de Bourbon-Montpensier (1605-1627), la mère de la Grande Mademoiselle, est encore dite comtesse du Bouchage, mais on trouve ensuite Brangues et Le Bouchage aux mains du frère de Madeleine de La Châtre, Henri de La Châtre, comte de Nançay ci-dessous : en échange, les Avenières et Dolomieu passent en partie aux Montpensier ;
      - Le cardinal François de Joyeuse ; et Antoine-Scipion de Joyeuse.

    - Anne/Jeanne de Batarnay († 1591), x 1582 Bernard de Nogaret de La Valette (1553-1592) ; la sœur de Bernard, Hélène de Nogaret, épouse en 1582 Jacques de Goth de Rouillac (v. 1550-1611), d'où Jean-Jacques de Goth (1589-1666 ; acquéreur d'Anthon ci-dessus en 1610) et Jeanne de Goth, femme de Jean Zamet ; une autre sœur, Catherine de Nogaret, est la femme d'Henri de Joyeuse ci-dessus ;
    - Gabrielle de Batarnay († ap. 1609), dame de Bridoré et de Morestel, de Dolomieu, et des Avenières, épouse en 1570 Gaspard de La Châtre de Nançay († 1576) : Postérité, dont Henri de La Châtre, 1er comte de Nançay, et ses sœurs Madeleine (rencontrée plus haut, femme d'Henri de Bourdeilles) et Gasparde de La Châtre (femme de Jacques-Auguste de Thou) ;
    - De 1607/1608 à 1610 puis à 1642, les susdits descendants d'Imbert de Batarnay vendirent Dolomieu, les Avenières, le Bouchage, Brangues et Morestel aux Gratet du Bouchage[23].

  - La sœur de René, Anne de Batarnay, prit pour mari en 1528 Jean II ou III Daillon du Lude : les princes de Monaco (de Goyon-Matignon) sont dans leur descendance, comme St-Simon ou les ducs d'Harcourt et Sissi.

## Imbert de Batarnay dans la littérature française

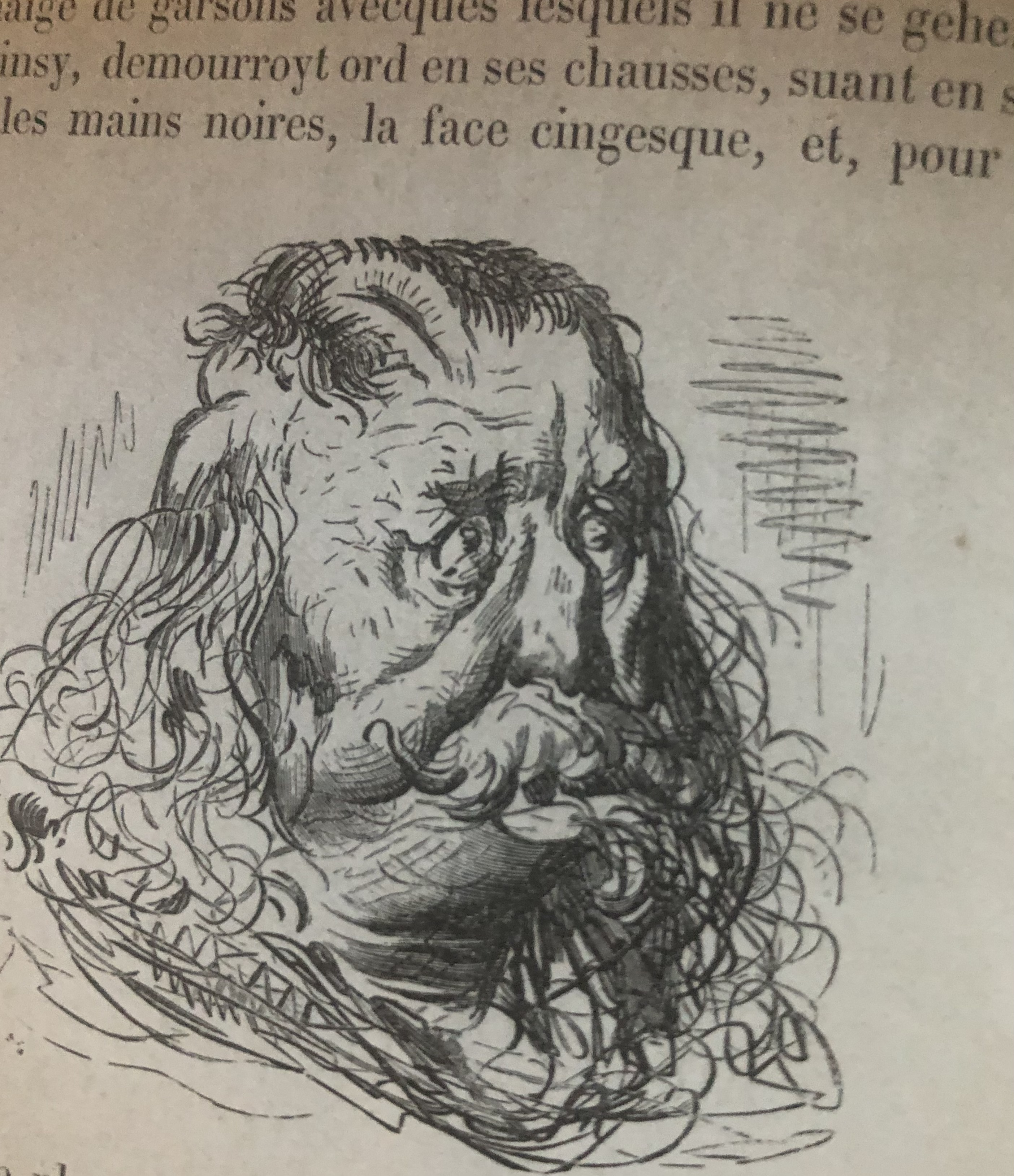
Illustration par Gustave Doré pour les Contes Drolatiques de Balzac.

En dehors des mentions qui sont faites de lui dans des ouvrages historiques ou des mémoires de personnalités de son temps, Imbert de Batarnay trouve sa place dans la littérature classique française. Honoré de Balzac en fait un personnage de deux de ses œuvres :
- Maître Cornélius, nouvelle historique rattachée à la Comédie humaine et parue en 1831[24] ;
- Berthe la Repentie, un des Cent Contes drolatiques, publiés en 1832[25].